# Volkswagen Polo
Volkswagen Polo je označení malého automobilu, který vyrábí koncern Volkswagen od roku 1975.

## Záměr Automobilky
Záměrem německého koncernu vyrábět automobily VW Polo bylo přijít na trh s malým vozem nižší třídy, který za přiměřenou cenu poskytne spotřebiteli vůz s nízkou spotřebou a provozními náklady a zároveň mu poskytne určitou míru pohodlí a luxusu. Tento vůz je proto vhodný zejména do města.

## První generace (Typ 86, 1975–1979)

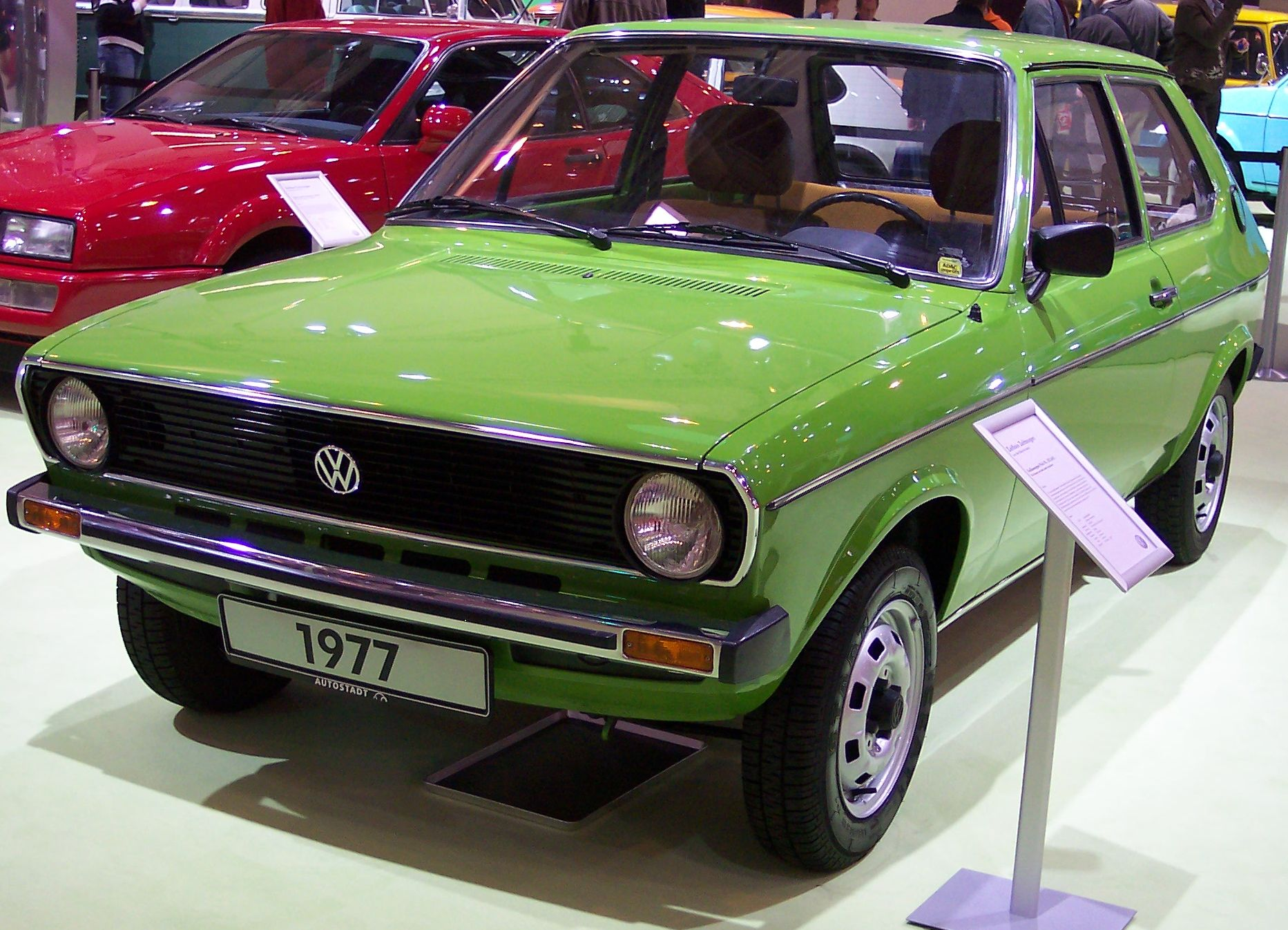
Volkswagen Polo LS I 1977

Volkswagen Polo první generace se vyráběl v letech 1975 až 1981. První sjel z výrobní linky ve Wolfsburgu v březnu 1975. Byl levnější variantou Audi 50, které brzy překonal objemem výroby.
Tento model Polo byl také vyráběn ve verzi sedan s označením Volkswagen Derby. Co se týče motorů, objevují se zde nejrůznější varianty (0,9, 1,1 a 1,3). V roce 1979 vystupuje automobilka se sportovní verzí Polo GT. V roce 1979 prošel vůz faceliftem. Je rozpoznatelný hlavně díky plastovým nárazníkům, masce, jiným předním světlometům a změnám v interiéru. Významných změn se dočkal hlavně z hlediska bezpečnosti.

## Druhá generace (Typ 86C, 1981–1994)
Volkswagen Polo druhé generace se vyráběl v letech 1981 až 1994. Nástup varianty „2“ plně vyhovoval požadavkům 80. let. Konec tohoto období je ve znamení vylepšování motorů. Nejprve se objevuje verze Coupé GT-G40, poté elektronické jedno i vícebodové vstřikování paliva a také pětistupňová převodovka. Významnou novinkou je také nabídka airbagů. Od roku 1988 byla výroba vozů Polo přesunuta do Španělska. V roce 1990 prošel model faceliftem. Byly změněny světla, nárazníky a interiér

## Třetí generace (Typ 6N, 6N2 a 6KV, 1994–2001)

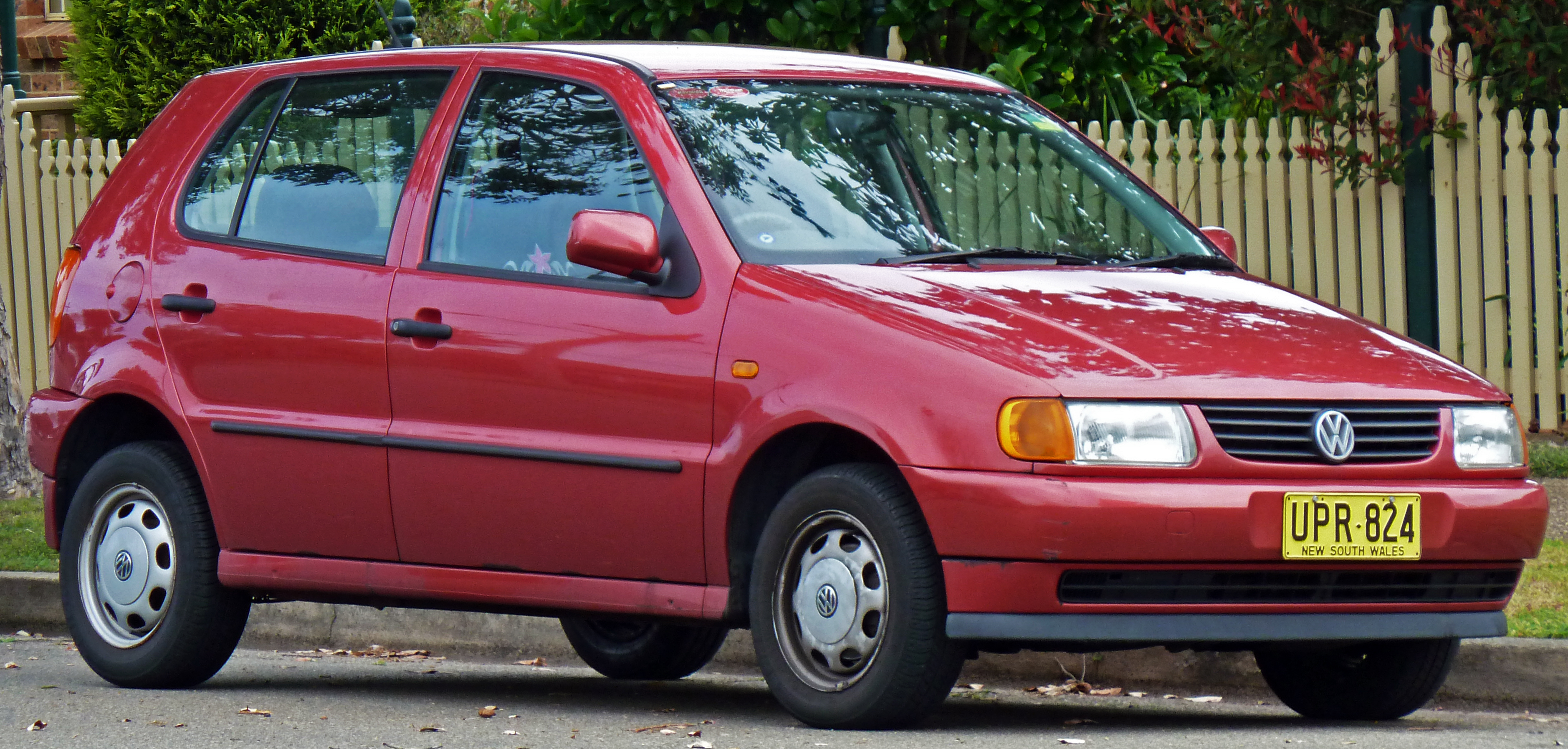
Polo třetí generace

Třetí generace se vyráběla v letech 1994 až 2001. Byla to zřejmě nejrozšířenější varianta modelu Polo. Tento malý Volkswagen byl po technické stránce přizpůsoben modelu VW Golf – mohl být vybaven airbagy a systémem ABS. Vyráběl se jako třídveřový a pětidveřový Hatchback, či jako čtyřdveřový sedan s označením Classic a pětidveřové kombi s názvem Variant (6KV). Pod kapotou hatchbacku nalezneme několik typů motorů (benzínové 1,0, 1,3, 1,4, 1,4 16V, 1,6 a naftové 1,9 D a 1,9 SDi), Roku 1997 byl představen facelift lišící se pouze decentními změnami.

### Motory (1994–1999)
| Model           | Kód motoru      | Počet válců     | Počet ventilů   | Ventilový rozvod | Vrtání × zdvih [mm] | Zdvihový objem [cm3] | Kompresní poměr | Přeplňování     | Katalyzátor     | Max. výkon [kW při ot./min] | Max. točivý moment [Nm při ot./min] |
| Zážehové motory | Zážehové motory | Zážehové motory | Zážehové motory | Zážehové motory  | Zážehové motory     | Zážehové motory      | Zážehové motory | Zážehové motory | Zážehové motory | Zážehové motory             | Zážehové motory                     |
| --------------- | --------------- | --------------- | --------------- | ---------------- | ------------------- | -------------------- | --------------- | --------------- | --------------- | --------------------------- | ----------------------------------- |
| 1,0             | ALL             | R4              | 8V              | SOHC             | 67,1 × 70,6         | 999                  | 10,5:1          | ne              | ano             | 37 (50) při 5000            | 86 při 3000–3600                    |
| 1,0             | ALD             | R4              | 8V              | SOHC             | 67,1 × 70,6         | 999                  | 10,5:1          | ne              | ano             | 37 (50) při 5000            | 86 při 3000–3600                    |
| 1,0             | AER             | R4              | 8V              | SOHC             | 67,1 × 70,6         | 999                  | 10,5:1          | ne              | ano             | 37 (50) při 5000            | 86 při 3000–3600                    |
| 1,05            | AEV             | R4              | 8V              | SOHC             | 75,0 × 59,0         | 1043                 | 10,0:1          | ne              | ano             | 33 (45) při 5200            | 76 při 2800–3200                    |
| 1,3             | ADX             | R4              | 8V              | SOHC             | 76,5 × 70,6         | 1296                 | 10,0:1          | ne              | ano             | 40 (55) při 5200            | 100 při 2800–3400                   |
| 1,4             | ANX             | R4              | 8V              | SOHC             | 76,5 × 75,6         | 1390                 | 10,2:1          | ne              | ano             | 40 (55) při 4700            | 116 při 3000                        |
| 1,4             | AEX             | R4              | 8V              | SOHC             | 76,5 × 75,6         | 1390                 | 10,2:1          | ne              | ano             | 44 (60) při 4700            | 116 při 2800–3200                   |
| 1,4             | AKV             | R4              | 8V              | SOHC             | 76,5 × 75,6         | 1390                 | 10,2:1          | ne              | ano             | 44 (60) při 4700            | 116 při 2800–3200                   |
| 1,4             | APQ             | R4              | 8V              | SOHC             | 76,5 × 75,6         | 1390                 | 10,2:1          | ne              | ano             | 44 (60) při 4700            | 116 při 2800–3200                   |
| 1,4 16V         | AFH             | R4              | 16V             | DOHC             | 76,5 × 75,6         | 1390                 | 10,5:1          | ne              | ano             | 74 (100) při 6000           | 128 při 4400                        |
| 1,6             | 1F              | R4              | 8V              | SOHC             | 81,0 × 77,4         | 1595                 | 9,0:1           | ne              | ano             | 55 (75) při 5500            | 125 při 2800                        |
| 1,6             | AEA             | R4              | 8V              | SOHC             | 76,5 × 86,9         | 1598                 | 10,0:1          | ne              | ano             | 55 (75) při 5200            | 128 při 2800–3400                   |
| 1,6             | AEE             | R4              | 8V              | SOHC             | 76,5 × 86,9         | 1598                 | 9,8:1           | ne              | ano             | 55 (75) při 4800            | 135 při 2800–3600                   |
| 1,6             | AFT             | R4              | 8V              | SOHC             | 81,0 × 77,4         | 1595                 | 10,5:1          | ne              | ano             | 74 (100) při 5800           | 140 při 3500                        |
| 1,6 16V GTI     | AJV             | R4              | 16V             | DOHC             | 76,5 × 86,9         | 1598                 | 10,6:1          | ne              | ano             | 88 (120) při 6200           | 148 při 3400                        |
| 1,8             | ADD             | R4              | 8V              | SOHC             | 81,0 × 86,4         | 1781                 | 10,0:1          | ne              | ano             | 66 (90) při 5500            | 145 při 2700–2900                   |
| 1,8             | ADZ             | R4              | 8V              | SOHC             | 81,0 × 86,4         | 1781                 | 10,0:1          | ne              | ano             | 66 (90) při 5500            | 145 při 2700–2900                   |
| Vznětové motory |                 |                 |                 |                  |                     |                      |                 |                 |                 |                             |                                     |
| 1,7 SDI         | AHG             | R4              | 8V              | SOHC             | 79,5 × 86,4         | 1716                 | 19,5:1          | ne              | ano             | 42 (57) při 4200            | 112 při 2200–2600                   |
| 1,7 SDI         | AKU             | R4              | 8V              | SOHC             | 79,5 × 86,4         | 1716                 | 19,5:1          | ne              | ano             | 44 (60) při 4200            | 115 při 2200–3000                   |
| 1,9 D           | AEF             | R4              | 8V              | SOHC             | 75,5 × 95,5         | 1896                 | 22,5:1          | ne              | ano             | 47 (64) při 4200            | 125 při 2000–3000                   |
| 1,9 SDI         | AEY             | R4              | 8V              | SOHC             | 75,5 × 95,5         | 1896                 | 19,5:1          | ne              | ano             | 47 (64) při 4200            | 124 při 2200–2800                   |

### Typ 6N2 - Facelift (1999-2001)

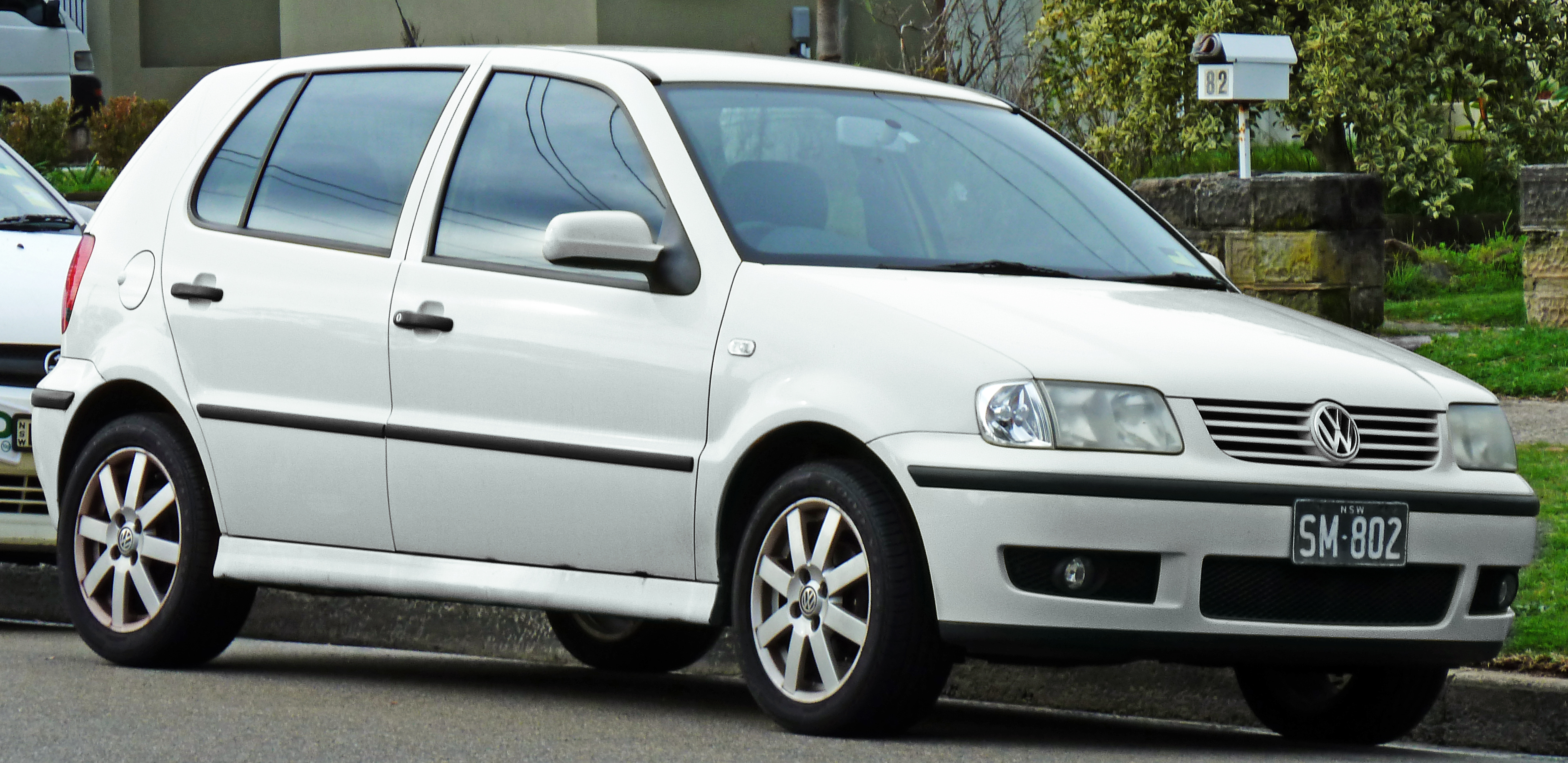
VW Polo 6N2

Velká modernizace, zahrnující design, techniku, i pasivní a aktivní bezpečnost, proběhla v roce 1999 a tento model nesl označení 6N2.  Vzhledem k poměrně krátké době výroby je tento model poměrně vzácný, ale oblíbený. U této modernizace zaujme především čirá optika, výrazná maska s logem VW, nové tvary a kompletně jiný interiér od předchozího modelu, s palubní deskou známou z menšího Lupa. Další novinkou byla zástavba tříválcového turbodieslu o objemu 1.4l, taktéž převzatým z Lupa.

#### Motory (1999–2001)
| Model           | Kód motoru      | Počet válců     | Počet ventilů   | Ventilový rozvod | Vrtání × zdvih [mm] | Zdvihový objem [cm3] | Kompresní poměr | Přeplňování     | Katalyzátor     | Max. výkon [kW při ot./min] | Max. točivý moment [Nm při ot./min] |
| Zážehové motory | Zážehové motory | Zážehové motory | Zážehové motory | Zážehové motory  | Zážehové motory     | Zážehové motory      | Zážehové motory | Zážehové motory | Zážehové motory | Zážehové motory             | Zážehové motory                     |
| --------------- | --------------- | --------------- | --------------- | ---------------- | ------------------- | -------------------- | --------------- | --------------- | --------------- | --------------------------- | ----------------------------------- |
| 1,0             | ALD             | R4              | 8V              | SOHC             | 67,1 × 70,6         | 999                  | 10,5:1          | ne              | ano             | 37 (50) při 5000            | 86 při 3000–3600                    |
| 1,0             | ANV             | R4              | 8V              | SOHC             | 67,1 × 70,6         | 999                  | 10,5:1          | ne              | ano             | 37 (50) při 5000            | 86 při 3000–3600                    |
| 1,0             | AUC             | R4              | 8V              | SOHC             | 67,1 × 70,6         | 999                  | 10,5:1          | ne              | ano             | 37 (50) při 5000            | 86 při 3000–3600                    |
| 1,4             | AKP             | R4              | 8V              | SOHC             | 76,5 × 75,6         | 1390                 | 10,4:1          | ne              | ano             | 40 (55) při 4700            | 116 při 3000                        |
| 1,4             | AKK             | R4              | 8V              | SOHC             | 76,5 × 75,6         | 1390                 | 10,4:1          | ne              | ano             | 44 (60) při 4700            | 116 při 3000                        |
| 1,4             | ANW             | R4              | 8V              | SOHC             | 76,5 × 75,6         | 1390                 | 10,4:1          | ne              | ano             | 44 (60) při 4700            | 116 při 3000                        |
| 1,4             | AUD             | R4              | 8V              | SOHC             | 76,5 × 75,6         | 1390                 | 10,4:1          | ne              | ano             | 44 (60) při 4700            | 116 při 3000                        |
| 1,4 16V         | AHW             | R4              | 16V             | DOHC             | 76,5 × 75,6         | 1390                 | 10,5:1          | ne              | ano             | 55 (75) při 5000            | 126 při 3800                        |
| 1,4 16V         | APE             | R4              | 16V             | DOHC             | 76,5 × 75,6         | 1390                 | 10,5:1          | ne              | ano             | 55 (75) při 5000            | 126 při 3800                        |
| 1,4 16V         | AUA             | R4              | 16V             | DOHC             | 76,5 × 75,6         | 1390                 | 10,5:1          | ne              | ano             | 55 (75) při 5000            | 126 při 3800                        |
| 1,4 16V         | AFK             | R4              | 16V             | DOHC             | 76,5 × 75,6         | 1390                 | 10,5:1          | ne              | ano             | 74 (100) při 6000           | 126 při 4400                        |
| 1,4 16V         | AUB             | R4              | 16V             | DOHC             | 76,5 × 75,6         | 1390                 | 10,5:1          | ne              | ano             | 74 (100) při 6000           | 126 při 4400                        |
| 1,6             | ALM             | R4              | 8V              | SOHC             | 76,5 × 86,9         | 1598                 | 9,8:1           | ne              | ano             | 55 (75) při 4800            | 135 při 2800–3600                   |
| 1,6             | AEH             | R4              | 8V              | SOHC             | 81,0 × 77,4         | 1595                 | 10,3:1          | ne              | ano             | 74 (100) při 5600           | 145 při 3800                        |
| 1,6             | AKL             | R4              | 8V              | SOHC             | 81,0 × 77,4         | 1595                 | 10,3:1          | ne              | ano             | 74 (100) při 5600           | 145 při 3800                        |
| 1,6             | APF             | R4              | 8V              | SOHC             | 81,0 × 77,4         | 1595                 | 10,3:1          | ne              | ano             | 74 (100) při 5600           | 145 při 3800                        |
| 1,6             | AUR             | R4              | 8V              | SOHC             | 81,0 × 77,4         | 1595                 | 10,3:1          | ne              | ano             | 74 (100) při 5600           | 145 při 3800                        |
| 1,6 16V GTI     | ARC             | R4              | 16V             | DOHC             | 76,5 × 86,9         | 1598                 | 11,5:1          | ne              | ano             | 92 (125) při 6500           | 152 při 3000                        |
| 1,6 16V GTI     | AVY             | R4              | 16V             | DOHC             | 76,5 × 86,9         | 1598                 | 11,5:1          | ne              | ano             | 92 (125) při 6500           | 152 při 3000                        |
| Vznětové motory |                 |                 |                 |                  |                     |                      |                 |                 |                 |                             |                                     |
| 1,4 TDI–PD      | AMF             | R3              | 6V              | SOHC             | 75,5 × 95,5         | 1422                 | 19,5:1          | VGT, IC         | ano             | 55 (75) při 4000            | 195 při 2200                        |
| 1,4 TDI–PD      | ATL             | R3              | 6V              | SOHC             | 75,5 × 95,5         | 1422                 | 18,5:1          | VGT, IC         | ano             | 66 (90) při 4000            | 230 při 1900–2200                   |
| 1,7 SDI         | AKU             | R4              | 8V              | SOHC             | 79,5 × 86,4         | 1716                 | 19,5:1          | ne              | ano             | 44 (60) při 4200            | 115 při 2200–3000                   |
| 1,9 D           | AEF             | R4              | 8V              | SOHC             | 75,5 × 95,5         | 1896                 | 22,5:1          | ne              | ano             | 47 (64) při 4400            | 125 při 2000–3000                   |
| 1,9 SDI         | AGD             | R4              | 8V              | SOHC             | 75,5 × 95,5         | 1896                 | 19,5:1          | ne              | ano             | 47 (64) při 4200            | 124 při 2200–2800                   |
| 1,9 SDI         | ASX             | R4              | 8V              | SOHC             | 75,5 × 95,5         | 1896                 | 19,5:1          | ne              | ano             | 47 (64) při 4200            | 124 při 2200–2800                   |
| 1,9 SDI         | AGP             | R4              | 8V              | SOHC             | 75,5 × 95,5         | 1896                 | 19,5:1          | ne              | ano             | 50 (68) při 4200            | 133 při 2200–2600                   |
| 1,9 SDI         | AQM             | R4              | 8V              | SOHC             | 75,5 × 95,5         | 1896                 | 19,5:1          | ne              | ano             | 50 (68) při 4200            | 133 při 2200–2600                   |

### Typ 6KV - Classic, Variant (1994-2001)
Přes obchodní označení byly verze Classic a Variant odlišný model, odvozený od Seatu Cordoba první generace. Od hatchbacku byly značně odlišné, včetně rozdílné platformy, která umožňovala montáž vzad skloněných čtyřválcových motorů o objemu 1.6 a 1.8l a také turbodieslových 1.9TDI. Naopak tříválcovým TDi tento model nedisponoval. Facelift  zahrnoval pouze změny v interiéru a podobnou modernizaci techniky, jako u příbuzné Cordoby.

#### Motory - pouze model 6KV
| Model           | Kód motoru      | Počet válců     | Počet ventilů   | Ventilový rozvod | Vrtání × zdvih [mm] | Zdvihový objem [cm3] | Kompresní poměr | Přeplňování     | Katalyzátor     | Max. výkon [kW při ot./min] | Max. točivý moment [Nm při ot./min] |
| Zážehové motory | Zážehové motory | Zážehové motory | Zážehové motory | Zážehové motory  | Zážehové motory     | Zážehové motory      | Zážehové motory | Zážehové motory | Zážehové motory | Zážehové motory             | Zážehové motory                     |
| --------------- | --------------- | --------------- | --------------- | ---------------- | ------------------- | -------------------- | --------------- | --------------- | --------------- | --------------------------- | ----------------------------------- |
| 1,6             | 1F              | R4              | 8V              | SOHC             | 81,0 × 77,4         | 1595                 | 9,0:1           | ne              | ano             | 55 (75) při 5500            | 125 při 2800                        |
| 1,6             | AFT             | R4              | 8V              | SOHC             | 81,0 × 77,4         | 1595                 | 10,5:1          | ne              | ano             | 74 (100) při 5800           | 140 při 3500                        |
| 1,6             | AEH             | R4              | 8V              | SOHC             | 81,0 × 77,4         | 1595                 | 10,3:1          | ne              | ano             | 74 (100) při 5600           | 145 při 3800                        |
| 1,6             | AKL             | R4              | 8V              | SOHC             | 81,0 × 77,4         | 1595                 | 10,3:1          | ne              | ano             | 74 (100) při 5600           | 145 při 3800                        |
| 1,6             | APF             | R4              | 8V              | SOHC             | 81,0 × 77,4         | 1595                 | 10,3:1          | ne              | ano             | 74 (100) při 5600           | 145 při 3800                        |
| 1,6             | AUR             | R4              | 8V              | SOHC             | 81,0 × 77,4         | 1595                 | 10,3:1          | ne              | ano             | 74 (100) při 5600           | 145 při 3800                        |
| 1,8             | ADD             | R4              | 8V              | SOHC             | 81,0 × 86,4         | 1781                 | 10,0:1          | ne              | ano             | 66 (90) při 5500            | 145 při 2700–2900                   |
| 1,8             | ADZ             | R4              | 8V              | SOHC             | 81,0 × 86,4         | 1781                 | 10,0:1          | ne              | ano             | 66 (90) při 5500            | 145 při 2700–2900                   |
| Vznětové motory |                 |                 |                 |                  |                     |                      |                 |                 |                 |                             |                                     |
| 1,9 TDI         | AHU             | R4              | 8V              | SOHC             | 75,5 × 95,5         | 1896                 | 19,5:1          | T, IC           | ano             | 66 (90) při 4000            | 202 při 1900                        |
| 1,9 TDI         | ALE             | R4              | 8V              | SOHC             | 75,5 × 95,5         | 1896                 | 19,5:1          | T, IC           | ano             | 66 (90) při 4000            | 202 při 1900                        |
| 1,9 TDI         | AFN             | R4              | 8V              | SOHC             | 75,5 × 95,5         | 1896                 | 19,5:1          | VGT, IC         | ano             | 81 (110) při 4150           | 235 při 1900                        |
| 1,9 TDI         | AGR             | R4              | 8V              | SOHC             | 75,5 × 95,5         | 1896                 | 19,5:1          | T, IC           | ano             | 66 (90) při 3750            | 210 při 1900                        |
| 1,9 TDI         | ALH             | R4              | 8V              | SOHC             | 75,5 × 95,5         | 1896                 | 19,5:1          | VGT, IC         | ano             | 66 (90) při 3750            | 210 při 1900                        |
| 1,9 TDI         | ASK             | R4              | 8V              | SOHC             | 75,5 × 95,5         | 1896                 | 19,5:1          | VGT, IC         | ano             | 81 (110) při 4150           | 235 při 1900                        |
| 1,9 TDI         | ASV             | R4              | 8V              | SOHC             | 75,5 × 95,5         | 1896                 | 19,5:1          | VGT, IC         | ano             | 81 (110) při 4150           | 235 při 1900                        |

## Čtvrtá generace (Typ 9N a 9N3)

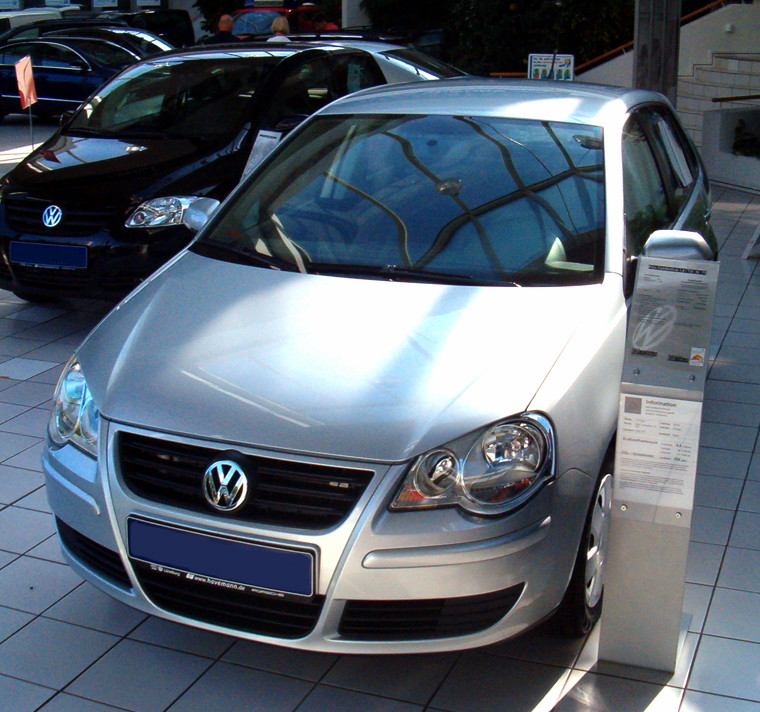
Volkswagen Polo 9N3/Facelift/GP

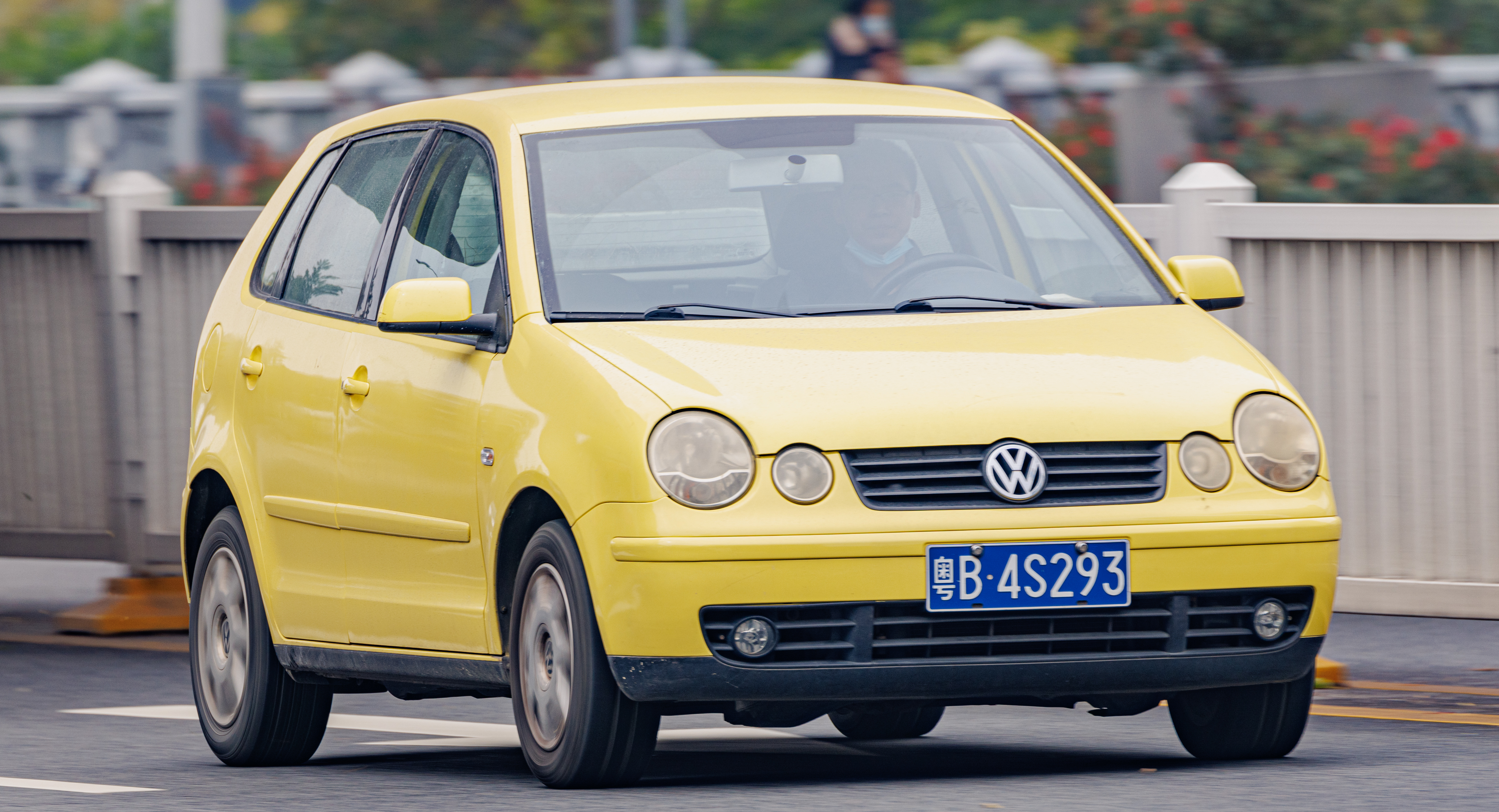
polo před faceliftem

Volkswagen Polo čtvrté generace nesl označení Polo 9N a výroba probíhala v letech 2001 až 2004. S rostoucí konkurencí v nižší třídě rostou i nároky uživatelů, tudíž se od tohoto modelu počínaje setkáváme s různými variantami zahrnujícími různé stupně vybavení. Ať už úplný, avšak cenově přijatelný, „základ“, či výbavou nabitý automobil blížící se střední třídě. Novinkou jsou zde tříválcové motory (1,2 a 1,2 12V). Sedan byl prodáván pouze v Jižní Americe.
Výrazná modernizace byla označena jako Polo 9N3 a vyráběla se v letech 2004 až 2008. Hlavním rozdílem od předchozího modelu jsou především světlomety a maska chladiče, jinak se nijak výrazněji neliší. Avšak u této verze se můžeme setkat se sportovní verzí GTI s přeplňovaným motorem o objemu 1,8 l.

## Pátá generace (Typ 6R, 2009–2017)
Pátá generace se vyráběla od roku 2009. Existuje ve čtyřech provedeních – Standardní třídveřový a pětidveřový hatchback a nově rodinné MPV, cabrio a sportovní model GTI. Pro jihoamerické trhy se vyrábí i čtyřdveřový sedan. V anketě European Car of the Year pro rok 2010 se nový model Pola stal Evropským autem roku.

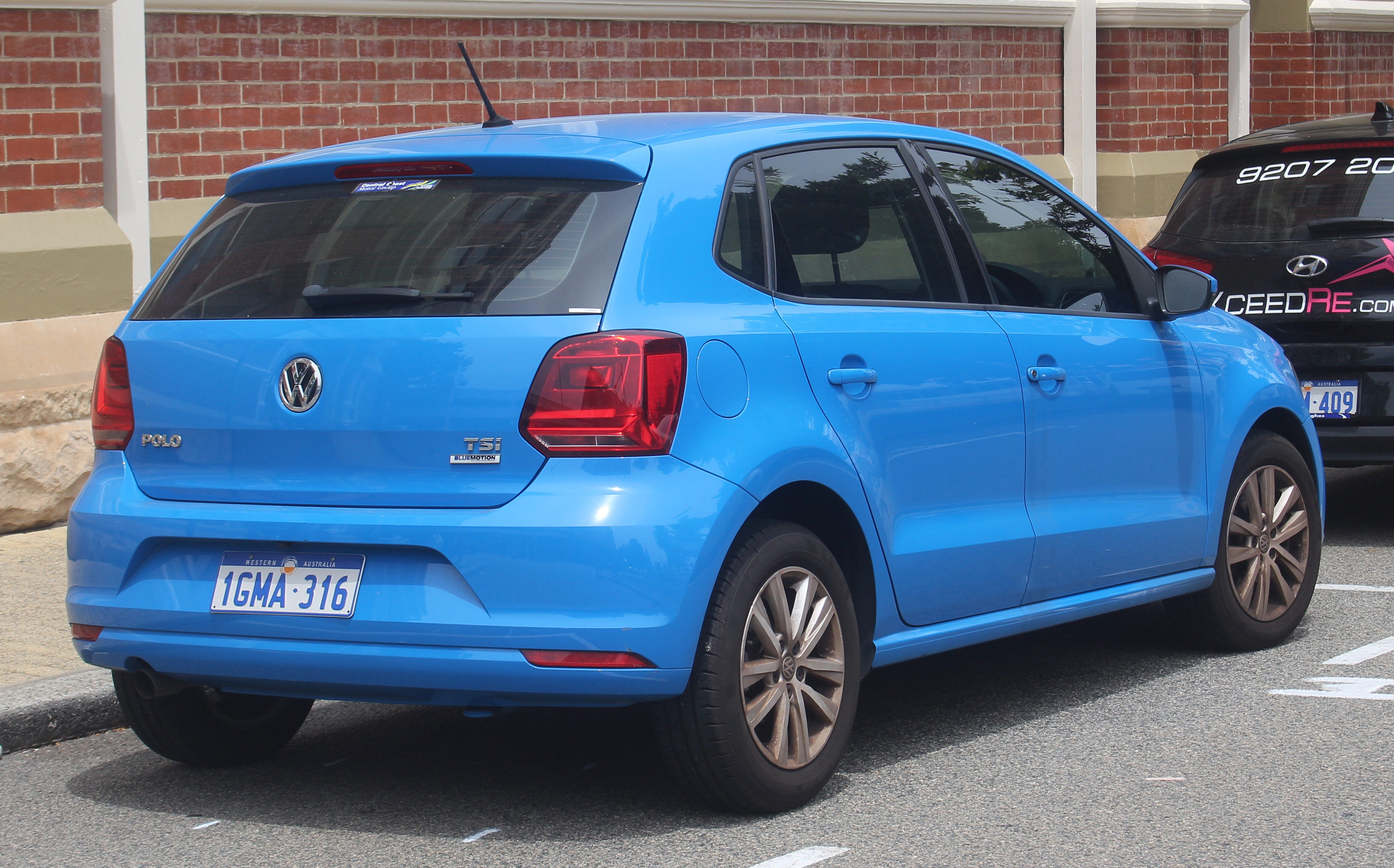

## Přehled generací
| Výroba                 | 1975–1981          | 1979–1981          | 1981–1990                   | 1990–1994                   | 1994–1999                         | 1999–2001      | 2001–2004      | 2004–2008      | 2009–2017 | 2017-? | Motory (v litrech) | 0,9, 1,1, 1,3 | 0,9, 1,1, 1,3 | 1,1, 1,3, 1,3-G40, 1,3 diesel | 1,1, 1,3, 1,3-G40, 1,3 diesel | 1,0, 1,3, 1,4, 1,4 16V, 1,6, 1,9D, 1,9SDi | 1,0, 1,4SDi, 1,4TDi, 1,6 16V, 1,9D, 1,9SDi | 1,2, 1,2 12V, 1,4, 1,4 TDi, 1,4 FSI, 1,9 SDi, | 1,2, 1,2 12V, 1,4, 1,4 TDi, 1-8T, 1,9 TDi |
| Převodovka             | čtyřstupňová       | čtyřstupňová       | čtyřstupňová i pětistupňová | čtyřstupňová i pětistupňová | pětistupňová                      | pětistupňová   | pětistupňová   | pětistupňová   |           |        |                    |               |               |                               |                               |                                           |                                            |                                               |                                           |
| Délka/šířka/výška (mm) | 3512/1560/1344     | 3512/1560/1344     | 3650/1580/1345              | 3725/1590/1350              | 3715/1655/1420                    | 3743/1632/1418 | 3897/1660/1465 | 3916/1650/1467 |           |        |                    |               |               |                               |                               |                                           |                                            |                                               |                                           |
| Hmotnost (kg)          | 685–700            | 685–700            | 730                         | 785                         | 985                               | 1025           | 1100           | 1150           |           |        |                    |               |               |                               |                               |                                           |                                            |                                               |                                           |
| Nádrž (l)              | 36                 | 42                 | 42                          | 42                          | 45                                | 45             | 45             | 45             |           |        |                    |               |               |                               |                               |                                           |                                            |                                               |                                           |
| Verze                  | Coupé, Sedan Derby | Coupé, Sedan Derby | Coupé, Sedan Derby, Combi   | Coupé, Sedan Saloon, Combi  | Hatchback, Sedan Classic, Variant | Hatchback      | Hatchback      | Hatchback      |           |        |                    |               |               |                               |                               |                                           |                                            |                                               |                                           |

## Závodní verze

### VW Polo S1600
Rallyeový speciál S1600 vznikl na technickém základu třetí a čtvrté generace. Třetí konstruoval britský importér a čtvrtou tovární Volkswagen Motorsport. Hlavním technikem byl Hans Marschall. Vývoj Pola Mk. IV S1600 začal v červenci 2001 a v prosinci byl prototyp představen veřejnosti. Karoserie byla rozšířena o 14 cm a snížena o 7 cm. Vůz byl vybaven střešním sáním vzduchu, spoilery a sportovními zrcátky. Prvním startem byla Německá rallye 2002 kde jely vozy v roli předjezdců. Od sezony juniorského mistrovství světa v rallye 2003 s vozem startoval Kosti Katajamäki. Několikrát dojel na stupních vítězů a zvítězil v Turecku. Po sezoně Volkswagen ukončil své aktivity a vozy byly rozprodány soukromým týmům. V Jižní Africe byla karoserie použita pro stavbu vozu specifikace S2000

Šestnáctiventilový motor 1598 cm³ měl svůj původ ve voze Volkswagen Lupo GTI. Původní výkon 125 koní byl vyladěn na 215 koní. Točivý moment je 180 Nm. Hmotnost celého vozu je 950 kg. Vůz je vybaven sekvenční šestistupňovou převodovkou Gemini, mechanickým diferenciálem a spojkovou lamelou Sachs. Tlumiče jsou od firmy Öhlins, brzdy od Alcon.

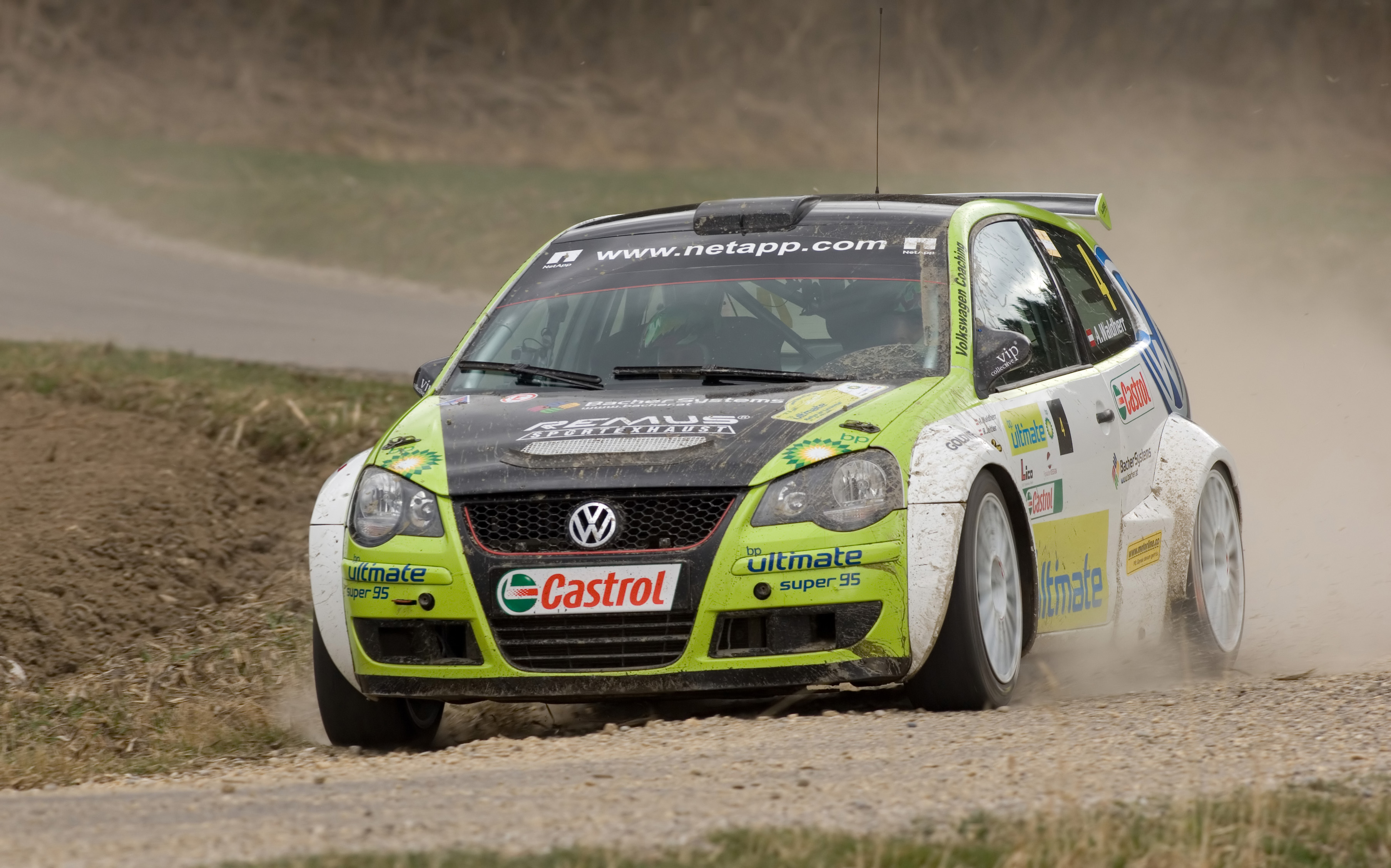
VW Polo S2000

### VW Polo S2000
Polo bylo prvním vozem, který byl postaven dle předpisů kategorie S2000. Je odvozen ze čtvrté generace. Původně byly mechanické komponenty použity ve voze Volkswagen Golf IV Kit Car, ale později byly zabudovány do karoserie Pola S2000. Vývoj probíhal v Jihoafrické republice. Vůz má mezinárodní homologaci a získal několik dílčích úspěchů.

### VW Polo R WRC
Jedná se o první Volkswagen postavený dle předpisů nejvyšší rallye kategorie WRC. Tovární tým Volkswagen Motorsport s ním poprvé nastoupil do Mistrovství světa v rallye 2013, kterou vyhrál, stejně jako v následujících letech.
Pohání jej čtyřválcový motor o objemu 1,6 přeplňovaný turbodmychadlem s přímým vstřikováním s výkonem okolo 300 koní. Vůz má pohon všech kol.

## Zajímavosti
- Název „POLO“ vyvolal mezi veřejností četné spekulace. na jedné straně stojí ti, kteří říkají, že názvy jako Polo a Golf jsou odvozeny od názvů sportů pro „vyšší třídu“. Odůvodňují si to tím, že 1. sedan od Pola byl nazván Derby. Avšak na druhé straně stojí ti, kteří pro svoje odůvodnění mají mnohem více důkazů. Říkají, že Volkswagen tvoří názvy pro své automobily od různých druhů proudů, větrů a pohybů. Polo – polární větry, Golf – golfský proud, Passat – pasát v tropických oblastech, Touareg – putující kočovníci z afrických pouští, Transporter – v překladů kurýr… Můžeme se však pouze domnívat kde je pravda

- V roce 2004 se na internetu po celém světě objevila zakázaná reklama. Sebevražedný bombový atentátník přijíždí ve VW Polo před restauraci plnou lidí. Poté, co se odpálí, je na videu zachycen pouze výbuch uvnitř. Auto i okolí zůstává nepoškozeno. Vzápětí se ukazuje slogan „Small, but Tough“, který v překladů znamená „Malé, ale Silné“. Tato reklama byla vytvořena londýnskou společností Lee and Dan. I přes právní kroky koncernu Volkswagen však na veřejnost pronikly fámy o tom, že tato reklama byla vytvořena jako forma Viral Marketingu, tedy za účelem masové reklamy.